# Concursul Muzical Eurovision 1979
Eurovision 1979 a fost a douăzeci și patra ediție a concursului muzical Eurovision. 
| Locul | Puncte | Cântec                        | Artist                                   | Țară           |
| 1.    | 125    | Hallelujah                    | Gali Atari & Milk and Honey              | Israel         |
| 2.    | 116    | Su canción                    | Betty Missiego                           | Spania         |
| 3.    | 106    | Je suis l'enfant-soleil       | Anne-Marie David                         | Franța         |
| 4.    | 86     | Dschinghis Khan               | Dschinghis Khan                          | Germania       |
| 5.    | 80     | Happy Man                     | Cathal Dunne                             | Irlanda        |
| 6.    | 76     | Disco Tango                   | Tommy Seebach                            | Danemarca      |
| 7.    | 73     | Mary Ann                      | Black Lace                               | Regatul Unit   |
| 8.    | 69     | Socrati                       | Elpida                                   | Grecia         |
| 9.    | 64     | Sobe, sobe, balão sobe        | Manuela Bravo                            | Portugalia     |
| 10.   | 60     | Trödler und Co.               | Peter, Sue & Marc & Pfuri, Gorps & Kniri | Elveția        |
| 11.   | 57     | Oliver                        | Anita Skorgan                            | Norvegia       |
| 12.   | 51     | Colorado                      | Xandra                                   | Țările de Jos  |
| 13.   | 44     | J'ai déjà vu ça dans tes yeux | Jeane Manson                             | Luxemburg      |
| 14.   | 38     | Raggio di luna                | Matia Bazar                              | Italia         |
| 15.   | 27     | Katson sineen taivann         | Katri Helena                             | Finlanda       |
| 16.   | 12     | Notre vie c'est la musique    | Laurent Vieguener                        | Monaco         |
| 17.   | 8      | Satellit                      | Ted Gärdestad                            | Suedia         |
| 18.   | 5      | Hey nana Heute in Jerusalem   | Micha Marah Christine Simon              | Belgia Austria |